# 1836年5月15日日食
1836年5月15日日食为一次在协调世界时1836年5月15日出現的日環食。該次日食食分為0.9509，食甚維持4分47秒。

## 概述
這次日食的食分是0.9509，環食維持4分47秒。

## 基本參數
- 類型：日環食
- 食甚資料：
  - 日期：1836年5月15日
  - 時間：14時1分39秒
  - 地點：45N 44W
  - 食分：0.9509
  - 日環食持續時間：4分47秒

## 外部連結
- NASA日食專頁（页面存档备份，存于）（英文）